# Alice Pamio
Alice Pamio (Camposampiero, 15 gennaio 1998) è una pallavolista italiana, schiacciatrice del Talmassons.

## Carriera

### Club
Dopo gli esordi nella Libertas Scorzè, all'età di 15 anni viene ingaggiata dalla Bruel Bassano, dove esordisce nel campionato di Serie B1 nella stagione 2013-14; nell'annata successiva si trasferisce al Volleyrò dove completa il proprio percorso giovanile e disputa il campionato di Serie B1. Il biennio a Casal de' Pazzi culmina con la conquista del campionato under 18 e con la promozione in Serie A2 nell'annata 2015-16.
Per il campionato 2016-17 fa il proprio esordio in Serie A2, ingaggiata dal Pesaro con il quale conquista la promozione in massima serie. Resta tuttavia nel campionato cadetto anche nelle annate successive: nella stagione 2017-18 firma per il Montecchio Maggiore dove rimane per un biennio, mentre nella stagione 2019-20 è di scena, sempre in Serie A2, nell'Adolfo Consolini, mentre nell'annata successiva si trasferisce alla Megavolley, sempre nel campionato cadetto, con cui ottiene la promozione in Serie A1, categoria in cui milita nella stagione 2021-22 ma con la maglia della Roma Club; già nell'annata seguente torna tuttavia a disputare il campionato cadetto, ingaggiata dalla Millenium Brescia.
Nella stagione 2024-25 accetta l'offerta del Talmassons, neopromossa in Serie A1.

### Nazionale
Compie la trafila nelle varie nazionali giovanili italiane, conquistando, con la selezione under 18 il campionato mondiale di categoria 2015.

## Palmarès

### Nazionale (competizioni minori)
- Campionato mondiale under 18 2015